# Jarmila Nygrýnová
Jarmila Nygrýnová, provdaná Strejčková (15. února 1953, Plzeň – 5. ledna 1999, tamtéž) byla československá atletka, dvojnásobná halová mistryně Evropy ve skoku do dálky.

## Kariéra
V roce 1970 se stala v Paříži juniorskou mistryní Evropy. Své největší úspěchy zaznamenala na halových mistrovstvích Evropy, kde získala dvě zlaté, tři stříbrné a jednu bronzovou medaili. Na halovém ME 1974 v Göteborgu a na halovém ME 1975 v polských Katovicích obsadila shodně čtvrté místo. V roce 1978 na evropském šampionátu v Praze na stadionu Evžena Rošického vybojovala výkonem 669 cm bronzovou medaili.
Třikrát reprezentovala na letních olympijských hrách. V roce 1972 na olympiádě v Mnichově skončila ve finále dvanáctá (624 cm). V Montrealu 1976 a v Moskvě 1980 vybojovala shodně šestá místa. Blíže k zisku medaile byla na letních hrách v roce 1976, kde její nejdelší pokus měřil 654 cm. Bronz tehdy získala za 660 cm Lidia Alfejevová a zlato za 672 cm východoněmecká atletka Angela Voigtová. V Moskvě skočila 683 cm, což by v Montrealu znamenalo olympijské zlato. V Moskvě však získaly medaile dálkařky, které překonaly sedmimetrovou hranici.
Zlatou medaili získala na světové letní univerziádě v Římě v roce 1975. O dva roky později vybojovala na univerziádě v Sofii stříbro.
Její úspěšnou sportovní kariéru doprovází podezření z dopingu, sportovní vzpěrač Jan Helebrant je o jejím dopingu přesvědčen, Michal Polák z Antidopingového výboru ČR ji uvádí jako příklad sportovce, který za užívání anabolik zaplatil životem.
Jarmila Strejčková zemřela v roce 1999 na rakovinu. Od roku 1980 byla provdaná za herce a recitátora Alfreda Strejčka, s nímž měla dcery Lenu a Kristinu.

## Osobní rekordy
- hala – 663 cm – 13. březen 1977, San Sebastián
- dráha – 689 cm – 18. září 1982, Praha – NR

## Domácí tituly
- skok daleký (hala) – (10x – 1971 - 73, 1975 - 1980, 1984)
- skok daleký (dráha) – (7x – 1970, 1976 - 1980, 1984)